# Acalymma bivittatum
Acalymma bivittatum es una especie de  coleóptero de la familia Chrysomelidae.
Fue descrita científicamente por primera vez en 1801 por Fabricius.